# Sarah Toscano
Sarah Toscano (sinh ngày 9 tháng 1 năm 2006) là một nữ ca sĩ kiêm nhạc sĩ người Ý. Năm 2024, cô giành chiến thắng trong chương trình tìm kiếm tài năng Amici di Maria De Filippi mùa thứ 23.

## Đầu đời và học vấn
Sarah Toscano sinh năm 2006 tại Vigevano, tỉnh Pavia, cô là con út trong ba người con của Petra Polomsky, một giáo viên người Đức đến từ Stuttgart, và Marco Toscano, một doanh nhân trong ngành công nghiệp thuộc da. Cô có một chị gái, Giulia, và một anh trai, Lorenzo.
Cô bắt đầu học dương cầm từ lúc năm tuổi. Từ nhỏ Toscano chịu ảnh hưởng âm nhạc từ các nghệ sĩ nhạc pop quốc tế như Dua Lipa, Ariana Grande, Olivia Rodrigo và Britney Spears cũng như các nghệ sĩ người Ý như Annalisa, Chiara Galiazzo, Mina, Lucio Dalla và Ultimo.
Sarah cũng là một vận động viên quần vợt. Cô đã thi đấu ở giải C dành cho nữ và giành chức vô địch quần vợt cấp tỉnh vào năm 2020 cùng câu lạc bộ thể thao Selva Alta. Cô theo học trường trung học "Vittorio Bachelet" ở Abbiategrasso, Milano, nhưng đã tạm hoãn việc học vào năm cuối để tham gia chương trình truyền hình Amici di Maria De Filippi.

## Sự nghiệp

### 2022: Ra mắt bản thu âm
Năm 2022, Toscano được cha mình giới thiệu với nhà quản lý âm nhạc Andrea Dulio, ông đã chuẩn bị để cô thu âm những bài hát đầu tiên của mình trong phòng thu cùng nhà sản xuất Pietro Foresti. Toscano được chọn là một trong hai mươi thí sinh vào chung kết trong cuộc thi ca hát Area Sanremo, một trong những cuộc tuyển chọn dành cho những người mới của Nhạc hội Sanremo. Dù không được chọn làm đối thủ của Sanremo Giovani, nhưng cô nhận được tấm thẻ từ Vittorio De Scalzi.
Ngày 21 tháng 10, cô phát hành EP đầu tay Riflesso. EP do Universal phân phối, đĩa có sáu bài hát, cũng như đĩa đơn đầu tiên "9 giugno".

### 2023–2024: Chiến thắng tạiAmici di Maria De Filippi

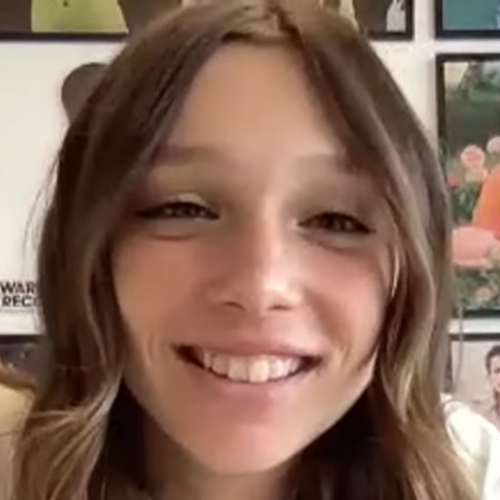
Sarah Toscano được Funweek phỏng vấn vào tháng 6 năm 2024.

Vào tháng 9 năm 2023, Toscano đi thử giọng cho chương trình tìm kiếm tài năng âm nhạc Amici di Maria De Filippi mùa thứ 23, được phát sóng trên kênh Canale 5 và thành công bước vào vòng đầu tiên. Vào tháng 3 năm 2024, cô tiến vào vòng cuối gia nhập đội do hai huấn luyện viên Lorella Cuccarini và Emanuel Lo dẫn dắt. Đến tháng 5 năm 2024, cô tiến vào vòng chung kết và giành chiến thắng.
Trong chương trình, cô phát hành một số bài hát bao gồm đĩa đơn "Sexy magica", xếp vị trí thứ 83 trên bảng xếp hạng âm nhạc FIMI. Tất cả các bài hát sau đó bao gồm EP Sarah, được Warner phát hành vào ngày 17 tháng 5 năm 2024, ra mắt ở vị trí thứ 12 trên bảng xếp hạng FIMI.
Từ ngày 15 tháng 6 đến ngày 28 tháng 8 năm 2024, Toscano bắt đầu chuyến lưu diễn mùa hè đầu tiên của cô, "Sarah Live Summer 2024". Bên cạnh chuyến lưu diễn, cô còn tham gia các sự kiện âm nhạc lớn như "RDS Summer Festival", "Battiti Live", và "105 Summer Festival". Vào ngày 16 tháng 7 năm 2024, cô biểu diễn mở màn cho nhóm nhạc Black Eyed Peas tại Milano. Vào ngày 26 tháng 7, cô phát hành đĩa đơn "Roulette", cũng như tái phát hành bản trực tuyến của EP Sarah. Vào tháng 8, Apple Music vinh danh cô là nghệ sĩ "Up Next Italia", một sáng kiến quảng bá những tài năng mới nổi, để kỷ niệm sự kiện này cô sẽ biểu diễn tại khán đài ở Quảng trường Tự do vào ngày 12 tháng 9.
Vào ngày 29 tháng 9 năm 2024, trong tập đầu tiên của chương trình Amici mùa thứ 24, cô trình diễn đĩa đơn mới mang tên "Tacchi (fra le dita)", sẽ phát hành vào ngày 4 tháng 10. Vào tháng 11, cô hợp tác với ca sĩ người Anh Bea and Her Business trong phiên bản tiếng Ý của bài hát "Safety Net".

### 2025–nay: Nhạc hội Sanremo

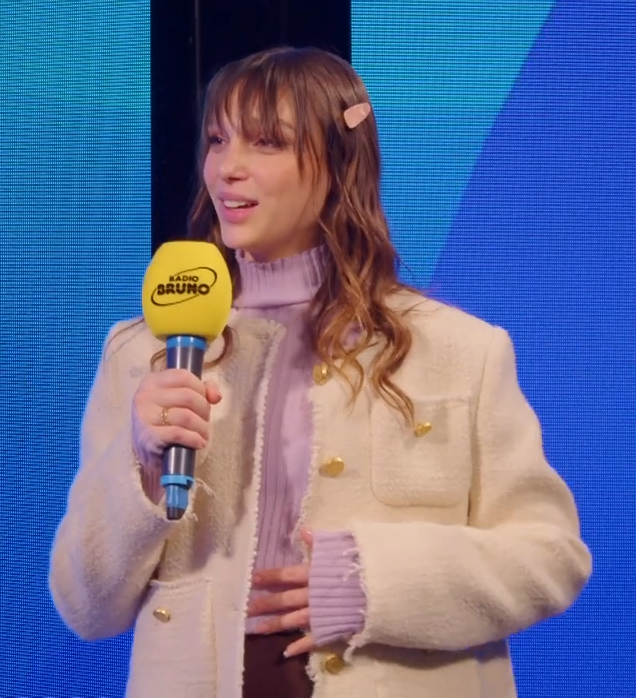
Sarah Toscano được Radio Bruno phỏng vấn vào tháng 2 năm 2025.

Toscano đã tham gia Nhạc hội Sanremo 2025 với bài hát "Amarcord". Cô đứng vị trí thứ 17 trong cuộc thi, và bài hát xếp vị trí thứ 19 trên bảng xếp hạng FIMI. Vào ngày 14 tháng 2, vào đêm thứ tư mở màn cho các bản cover, cô đã song ca cùng bộ đôi DJ người Pháp Ofenbach với bài hát "Overdrive", xếp hạng thứ 14.
Vào tháng 2 năm 2025, cô là người mẫu đại diện cho thương hiệu thời trang Ragno và chiến dịch quảng cáo Ghd Chronos Max. Vào ngày 12 tháng 3, cô biểu diễn mở màn cho bộ đôi DJ Ofenbach tại Milano. Vào ngày 16 tháng 3, cô cùng vũ công Marisol Castellanos, trở lại Amici để biểu diễn Amici - Verso il serale, một đoạn cô chia sẻ về trải nghiệm của mình trong chương trình tìm kiếm tài năng với các thí sinh của mùa thứ 24.
Vào tháng 4 năm 2025, cô nằm trong danh sách những người Ý dưới 30 tuổi có ảnh hưởng lớn nhất trong tương lai đối với ngành giải trí của tạp chí Forbes Italia. Cùng tháng, cô hợp tác cùng nam ca sĩ Carl Brave trong đĩa đơn "Perfect". Vào ngày 18 tháng 5, trong đêm chung kết mùa thứ 24 của Amici, cô quảng bá đĩa đơn mới "Taki" phát hành vào ngày 23 tháng 5.  Từ ngày 6 tháng 6 đến 20 tháng 9, chuyến lưu diễn "Sarah Toscano Summer tour 2025" diễn ra, chuyến lưu diễn của cô kéo dài hai mươi bốn từ Bologna đến Castelguelfo (BO).

## Danh sách đĩa nhạc

### Đĩa mở rộng
| Tựa đề                                                                 | Thông tin EP | Vị trí xếp hạng |
| Tựa đề                                                                 | Thông tin EP | ITA             |
| ---------------------------------------------------------------------- | --- | --------------- |
| Riflesso                                                               | - Phát hành: 21 tháng 10 năm 2022 - Hãng đĩa: Universal Music Italia - Định dạng: CD, tải xuống kỹ thuật số, trực tuyến | —               |
| Sarah                                                                  | - Phát hành: 17 tháng 5 năm 2024 - Hãng đĩa: Warner Music Italy - Định dạng: CD, tải xuống kỹ thuật số, trực tuyến      | 12              |
| "—" biểu thị EP không lọt vào bảng xếp hạng hoặc không được phát hành. | |                 |

### Đĩa đơn

#### Nghệ sĩ chính
| Tựa đề                                                                 | Năm  | Vị trí xếp hạng | Chứng nhận   | Album hoặc EP                 |
| Tựa đề                                                                 | Năm  | ITA             | Chứng nhận   | Album hoặc EP                 |
| ---------------------------------------------------------------------- | ---- | --------------- | ------------ | ----------------------------- |
| "9 giugno"                                                             | 2022 | —               |              | Riflesso                      |
| "Touché"                                                               | 2023 | —               |              | Sarah                         |
| "Viole e violini"                                                      | 2023 | —               |              | Sarah                         |
| "Mappamondo"                                                           | 2024 | —               |              | Sarah                         |
| "Sexy magica"                                                          | 2024 | 83              |              | Sarah                         |
| "Roulette"                                                             | 2024 | —               |              | Sarah                         |
| "Tacchi (fra le dita)"                                                 | 2024 | —               |              | Đĩa đơn không nằm trong album |
| "Amarcord"                                                             | 2025 | 19              | - FIMI: Gold | Đĩa đơn không nằm trong album |
| "Taki"                                                                 | 2025 | 82              |              | Đĩa đơn không nằm trong album |
| "—" biểu thị EP không lọt vào bảng xếp hạng hoặc không được phát hành. |      |                 |              |                               |

#### Hợp tác
| Tựa đề                                                                 | Năm  | Vị trí xếp hạng | Album hoặc EP                 |
| Tựa đề                                                                 | Năm  | ITA             | Album hoặc EP                 |
| ---------------------------------------------------------------------- | ---- | --------------- | ----------------------------- |
| "Safety Net" (hợp tác với Bea and her Business)                        | 2024 | —               | Đĩa đơn không nằm trong album |
| "Perfect" (hợp tác với Carl Brave)                                     | 2025 | 62              | Notti brave amarcord          |
| "—" biểu thị EP không lọt vào bảng xếp hạng hoặc không được phát hành. |      |                 |                               |

## Lưu diễn
- 2024 – Sarah Live Summer 2024[59]
- 2025 – Sarah Toscano Summer tour 2025[56]

## Chương trình truyền hình
| Năm       | Tựa đề                       | Kênh     | Ghi chú          |
| --------- | ---------------------------- | -------- | ---------------- |
| 2023–2024 | Amici di Maria De Filippi 23 | Canale 5 | Thí sinh         |
| 2024      | This Is Me                   | Canale 5 | Khách mời        |
| 2025      | Amici - Verso il serale      | Canale 5 | Dẫn chương trình |

## Giải thưởng
| Năm  | Giải thưởng                  | Tác phẩm | Kết quả   | Ghi chú |
| ---- | ---------------------------- | -------- | --------- | ------- |
| 2022 | Area Sanremo                 | Bản thân | Đoạt giải | [ 14 ]  |
| 2024 | Amici di Maria De Filippi 23 | Bản thân | Đoạt giải | [ 60 ]  |
| 2024 | Apple Music                  | Bản thân | Đoạt giải | [ 33 ]  |
| 2025 | Forbes Italia                | Bản thân | Đoạt giải | [ 50 ]  |